# Angelo Arcidiacono
Angelo Arcidiacono (ur. 25 września 1955 w Katanii, zm. 26 lutego 2007 tamże) – włoski szermierz, szablista, dwukrotny medalista igrzysk olimpijskich i mistrzostw świata.
W 1975 roku został mistrzem świata juniorów w szabli. Rok później wystartował na igrzyskach olimpijskich w Montrealu, gdzie reprezentacja Włoch w składzie: Mario Aldo Montano, Mario Tullio Montano, Michele Maffei, Tommaso Montano i Angelo Arcidiacono zdobyła srebrny medal. W zawodach indywidualnych był dziewiąty. Brał też udział w igrzyskach olimpijskich w Los Angeles w 1984 roku, razem z Marco Marinem, Gianfranco Dalla Barbą, Giovannim Scalzo i Ferdinando Meglio zdobywając złoty medal w zawodach drużynowych. W rywalizacji indywidualnej tym razem nie startował.
Podczas mistrzostw świata w Buenos Aires w 1977 wywalczył brązowy medal w zawodach indywidualnych, plasując się za Węgrem Pálem Gerevichem i Władimirem Nazłymowem z ZSRR. Na rozgrywanych rok później mistrzostwach świata w Hamburgu razem z Michele Maffeim, Mario Aldo Montano i Gianfranco Dalla Barbą zdobył brązowy medal w rywalizacji drużynowej.
Zmarł w wieku 51 lat na skutek choroby.